# Communauté de communes de la Loire Atlantique Méridonale
Die Communauté de communes de la Loire Atlantique Méridonale ist ein ehemaliger französischer Gemeindeverband mit der Rechtsform einer Communauté de communes im Département Loire-Atlantique in der Region Pays de la Loire. Sie wurde am 22. Dezember 1994 gegründet und umfasste drei Gemeinden. Der Verwaltungssitz befand sich im Ort Legé.

## Historische Entwicklung
Mit Wirkung vom 1. Januar 2017 fusionierte der Gemeindeverband mit der Communauté de communes de la Région de Machecoul und bildete so die Nachfolgeorganisation Communauté de communes Sud Retz Atlantique.

## Ehemalige Mitgliedsgemeinden
1. Corcoué-sur-Logne
2. Legé
3. Touvois